# 元叟行端
元叟行端（げんそう ぎょうたん）は、宋末から元代に活動した臨済宗大慧派の禅僧である。大慧下5世。

## 生涯
宝祐3年（1255年）、台州臨海県にて儒家の家に生まれる。俗姓は何氏。杭州化城院で叔父の茂上人に就いて出家し、蔵叟善珍の法を嗣ぐ。大徳4年（1300年）、湖州翔鳳山資福禅寺の住持となり、大徳8年（1304年）に勅により中天竺万寿寺の住持を勤めて慧文正辨禅師の号を賜る。さらに霊隠景徳寺の住持となった際に佛日普照禅師の号を得た。至治2年（1322年）、径山興聖万寿寺の住持に就き、至正元年8月4日（1341年9月15日）に遷化した。
法嗣は古鼎祖銘、楚石梵琦ならびに愚庵智及ら14名を数えた。語録として慧文正辨佛日普照元叟端禅師語録が編まれている。